# Ервітте
Ервітте (нім. Erwitte) — місто в Німеччині, знаходиться в землі Північний Рейн-Вестфалія. Підпорядковується адміністративному округу Арнсберг. Входить до складу району Зост.
Площа — 73,79 км². Населення становить 16 117 ос. (станом на 31 грудня 2020).

## Географії

### Сусідні міста та громади
Ервітте межує з 5 містами / громадами:
- Ліппштадт
- Гезеке
- Рютен
- Анрехте
- Бад-Зассендорф

## Галерея

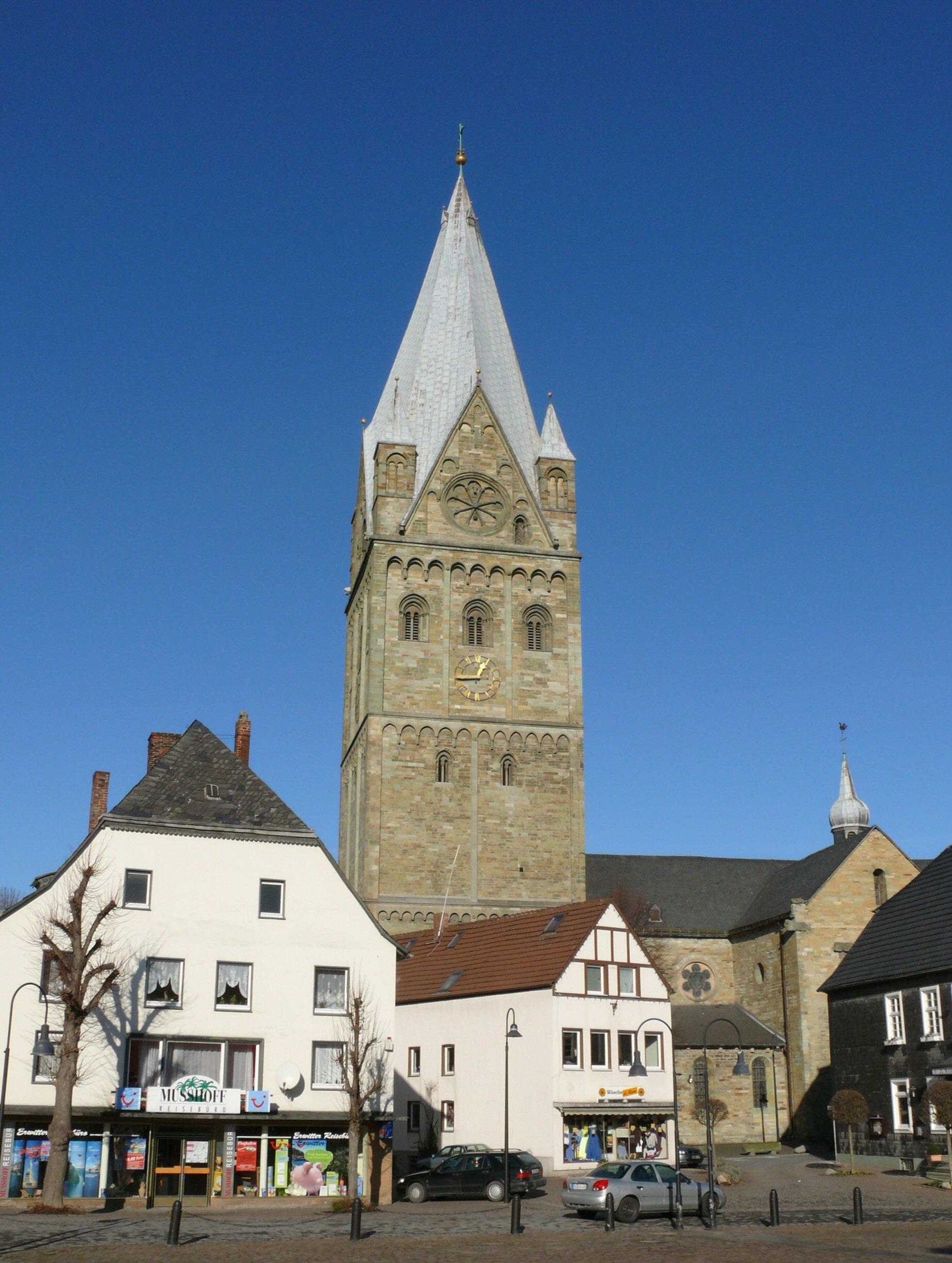
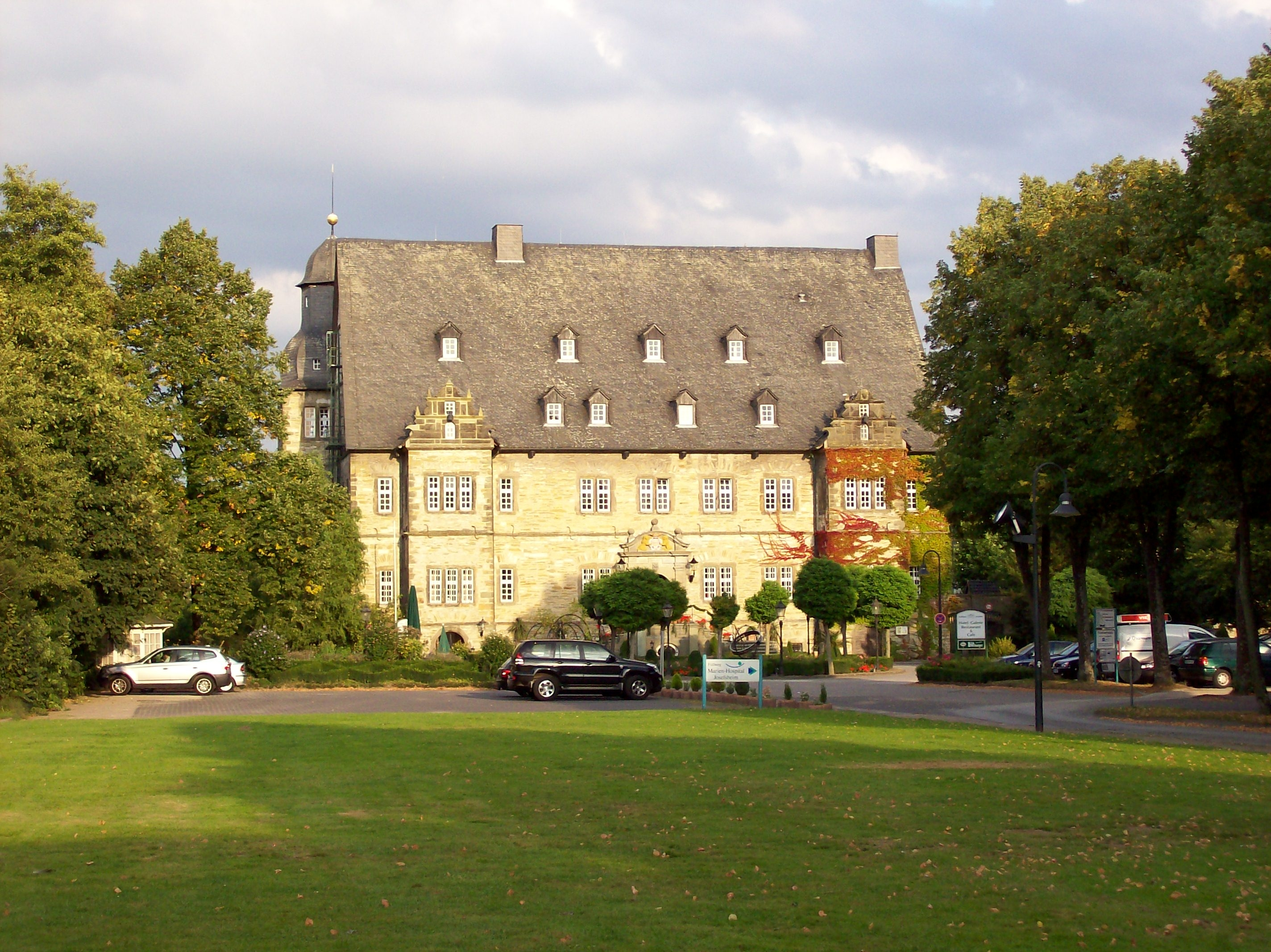
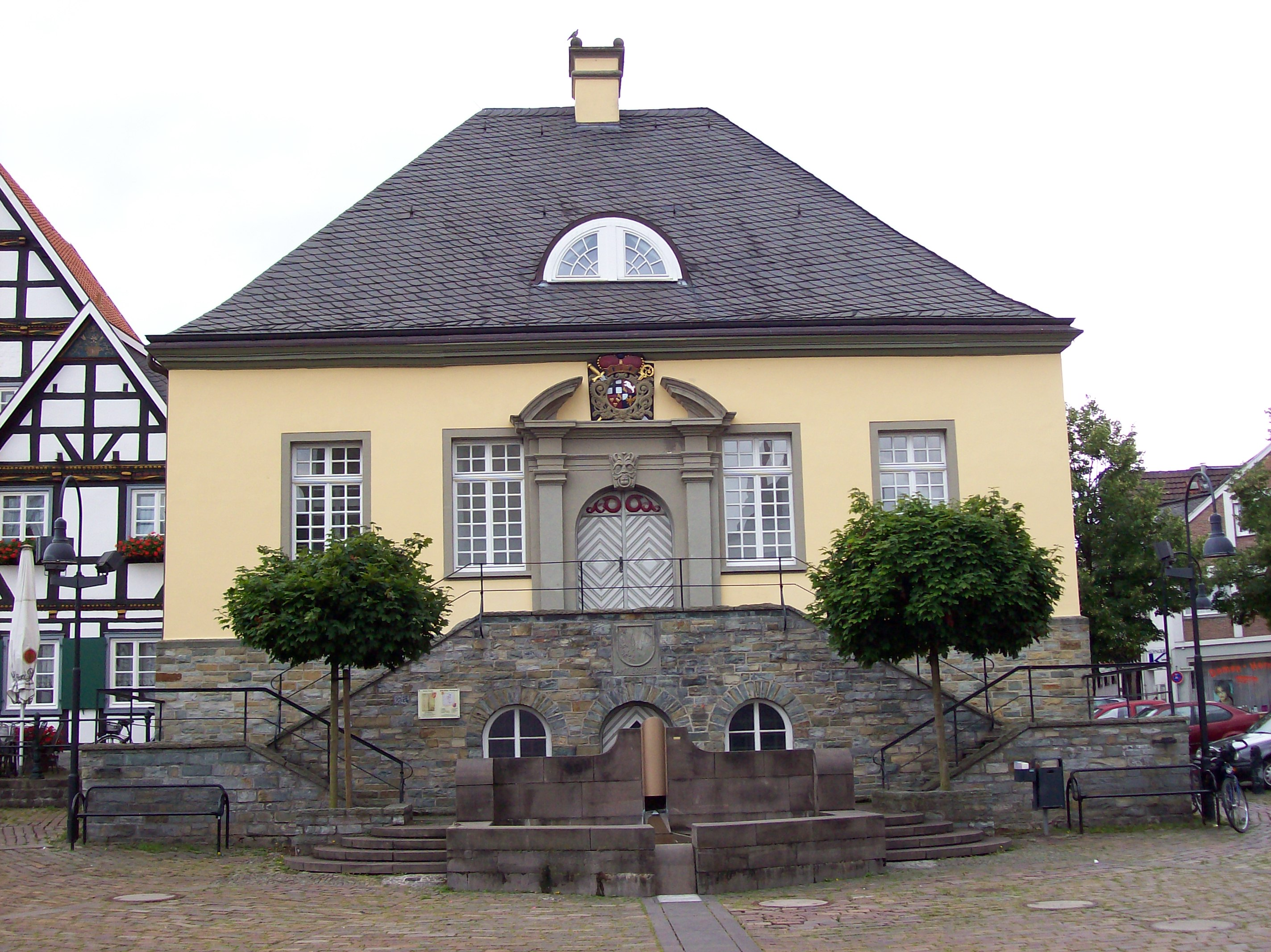
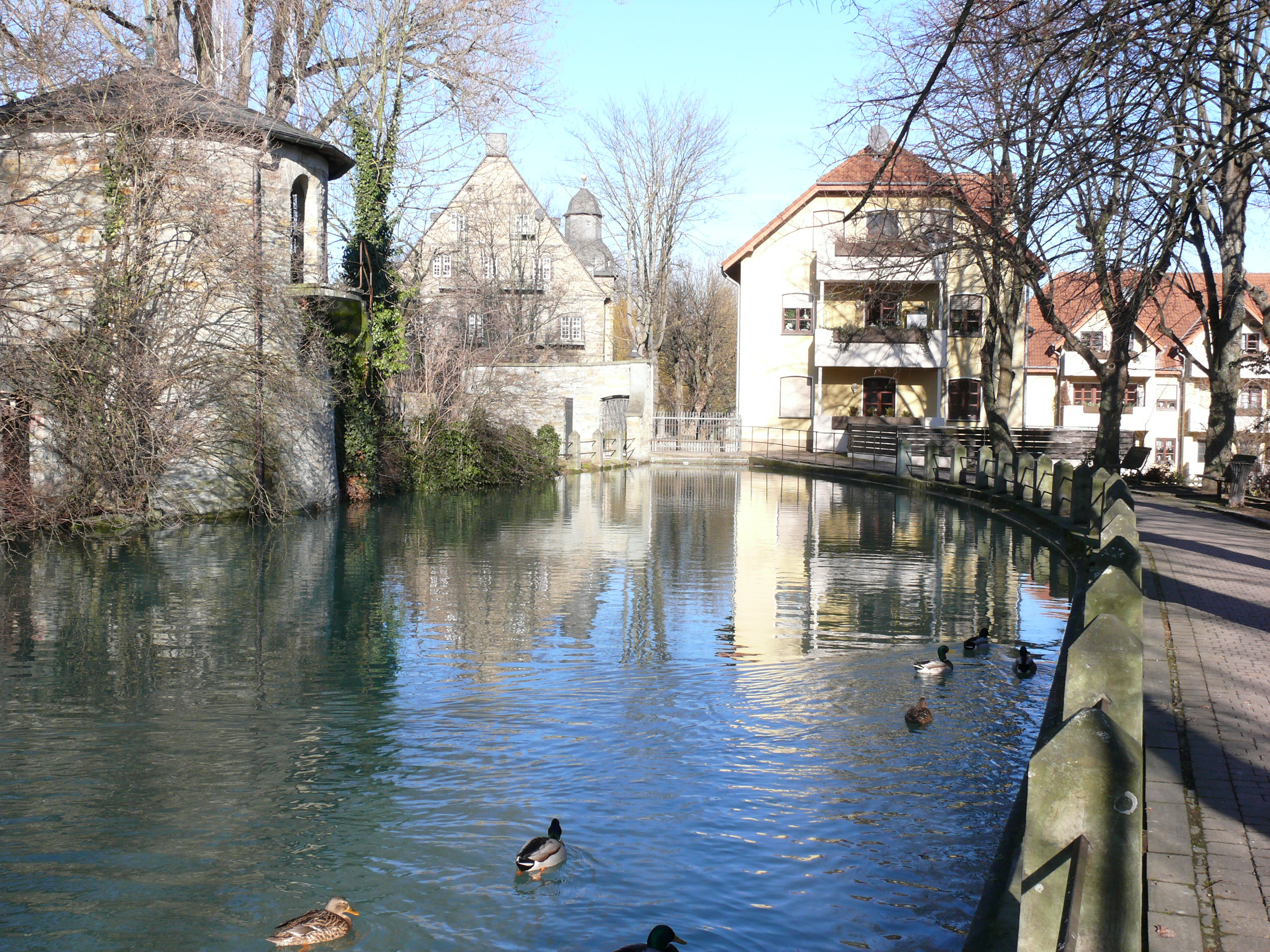
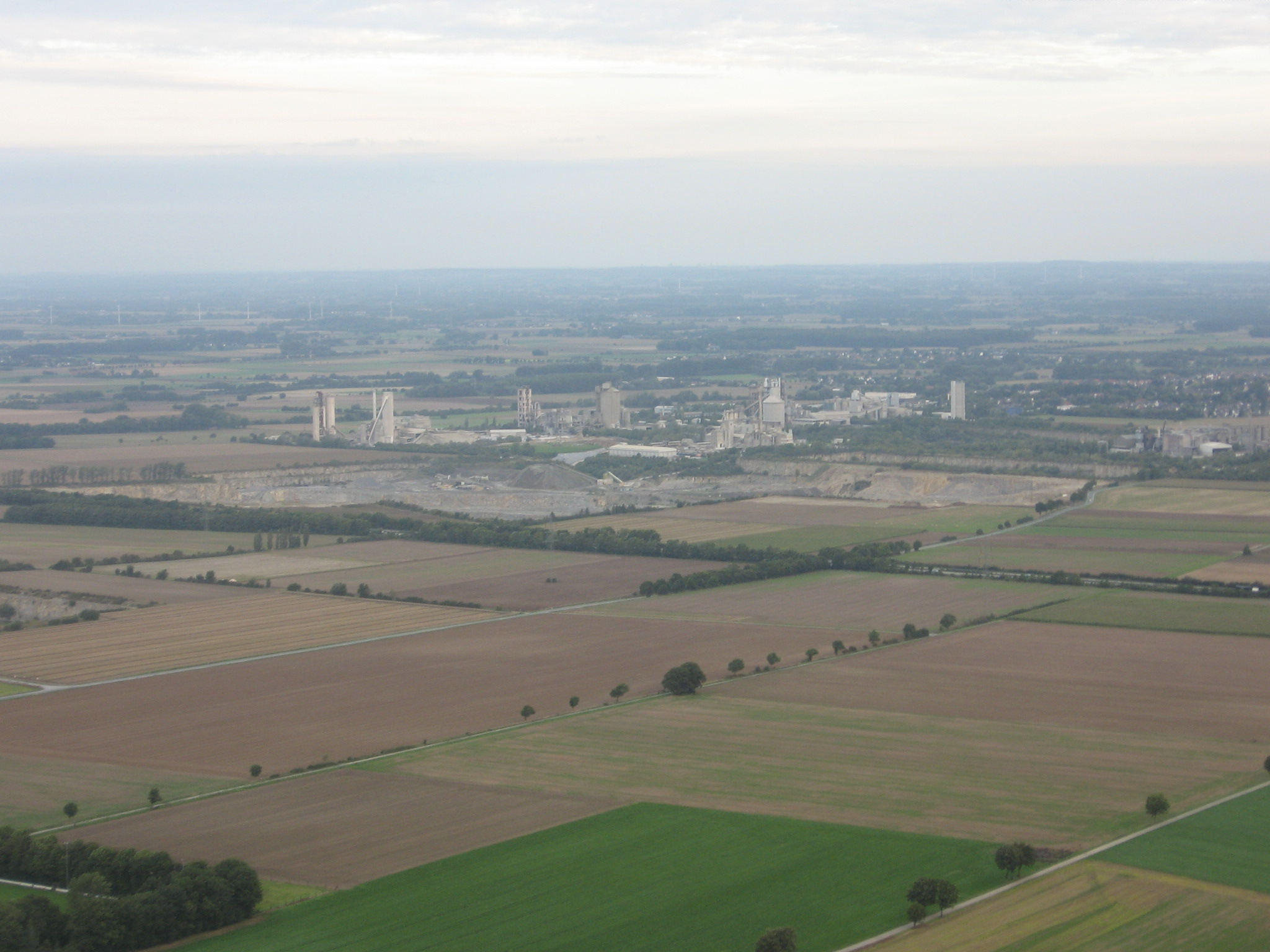

### Адміністративний поділ
Місто  складається з 15 районів:
- Ервітте
- Айкело
- Мерклінггаузен/Віггерінггаузен
- Горн-Міллінггаузен
- Беренброк
- Зерінггаузен
- Штірпе
- Еббінггаузен
- Беккум
- Феллінггаузен
- Шаллерн
- Норддорф
- Шмерлекке
- Веккінггаузен
- Бад-Вестернкоттен